# Vera, the Medium
Vera, the Medium è un film muto del 1917 diretto da Gilbert M. 'Broncho Billy' Anderson (con il nome G.M. Anderson).

## Produzione
Il film fu prodotto dalla Essanay Film Manufacturing Company e dalla Kitty Gordon Film Corp. Venne girato a Fort Lee, nel New Jersey.

## Distribuzione
Distribuito dalla Selznick Distributing Corporation e dalla Lewis J. Selznick Enterprises, il film uscì nelle sale cinematografiche USA il 4 gennaio 1917.